# Двигатель Nissan CD
Nissan CD — дизельный двигатель внутреннего сгорания, выпускавшийся компанией Nissan с 1982 по 2002 год.

## CD17
Объём двигателя CD17 составляет 1,7 л (1680 см3), диаметр цилиндра — 80 мм, а ход поршня — 83,6 мм.

### CD17 (ранний)
Мощность: 45 кВт (60 л. с.) при 5000 об/мин
Крутящий момент: 104 Н⋅м при 2800 об/мин
- 1982—1985 Nissan Sunny B11[5]
- 1983—1986 Nissan Pulsar/Cherry N12
- 1983—1986 Nissan Langley N12
- 1983—1986 Nissan Laurel Spirit B11
- 1982—1990 Nissan AD VB11

### CD17 (поздний)
Мощность: 40 кВт (54 л. с.) при 5000 об/мин
Крутящий момент: 104 Н⋅м при 2800 об/мин
- 1982—1985 Nissan Sentra B11
- 1985—1995 Nissan Sunny B12/B13
- 1986—1995 Nissan Pulsar N13/N14
- 1986—1990 Nissan Langley N13
- 1986—1990 Nissan Laurel Spirit B12
- 1990—1998 Nissan AD Y10

### CD17T (с турбонаддувом)
Мощность: 54 кВт (72 л. с.) DIN
Крутящий момент: 145 Н⋅м
- 1984 Nissan Stanza T11 (Бельгия, возможны другие рынки)

## CD20
Объём двигателя CD20 составляет 2,0 л (1973 см3), мощность — 56 кВт (75 л. с.) при 4800 об/мин, а крутящий момент — 132 Н⋅м при 2800 об/мин.
- Nissan Serena C23 (1991—1993)
- Nissan Avenir Cargo VSW10 (1990—1998)[8]
- Nissan Sunny B14 (1994—1998)
- Nissan Pulsar N15 (1995—1999)
- Nissan Wingroad Y10 (1996—1999)
- Nissan Almera N15 (1995—2000)
- Nissan Primera P10 (1992—1995)
- Nissan AD Y10 (1997—1999)

### CD20E (с электронным впрыском топлива)
Мощность: 56 кВт (75 л. с.) при 4800 об/мин
Крутящий момент: 132 Н⋅м при 2800 об/мин
- Nissan Bluebird U14 (1998—2001)

### CD20T (с турбонаддувом)
Мощность: 67 кВт (90 л. с.) при 4400 об/мин
Крутящий момент: 174 Н⋅м при 2400 об/мин
- Nissan Avenir W10 (1993—1998)
- Nissan Serena C23 (1991—1996)
- Nissan Primera P11E (1996—2002)

### CD20Ti (с турбонаддувом и интеркулером)
Мощность: 74 кВт (99 л. с.) при 4000 об/мин
Крутящий момент: 210 Н⋅м при 2400 об/мин
- Nissan Largo

### CD20ET1 (с электронным впрыском топлива и турбонаддувом)
Мощность: 71 кВт (96 л. с.) при 4000 об/мин
- Nissan Serena

### CD20ET2
Мощность: 67 кВт (90 л. с.) при 4400 об/мин
- Nissan Avenir W11 (1998—2000)

### CD20ETi (с электронным впрыском топлива, турбонаддувом и интеркулером)
Мощность: 77 кВт (104 л. с.) при 4000 об/мин
Крутящий момент: 221 Н⋅м при 2000 об/мин
- Nissan Largo W30 (1995—1999)